# Evervissen
Evervissen (Caproidae) zijn een kleine familie van zoutwatervissen, bestaande uit twee geslachten met in totaal twaalf beschreven soorten. Vroeger werden ze onderverdeeld in de orde van de Zonnevisachtigen (Zeiformes), sinds 2006 in de orde van de Baarsachtigen (Perciformes), maar sinds 2016 in een eigen orde, de Caproiformes..

## Kenmerken
Evervissen zijn over het algemeen klein, waarbij een aantal soorten een maximale lengte kunnen bereiken van 30 centimeter. Hun kleur is meestal rood of roze.

## Verspreiding en leefgebied
Evervissen komen voor in de Indische, Atlantische en Grote Oceaan.

## Evolutie
De vroegst bekende soort uit de familie stamt uit het midden van het Oligoceen, zo'n 20 tot 30 miljoen jaar geleden.

## Onderfamilies en geslachten
Onderfamilie Antigoniinae
- Geslacht Antigonia R. T. Lowe, 1843

Onderfamilie Caproinae
- Geslacht Capros Lacépède, 1802